# Бумажная хроматография

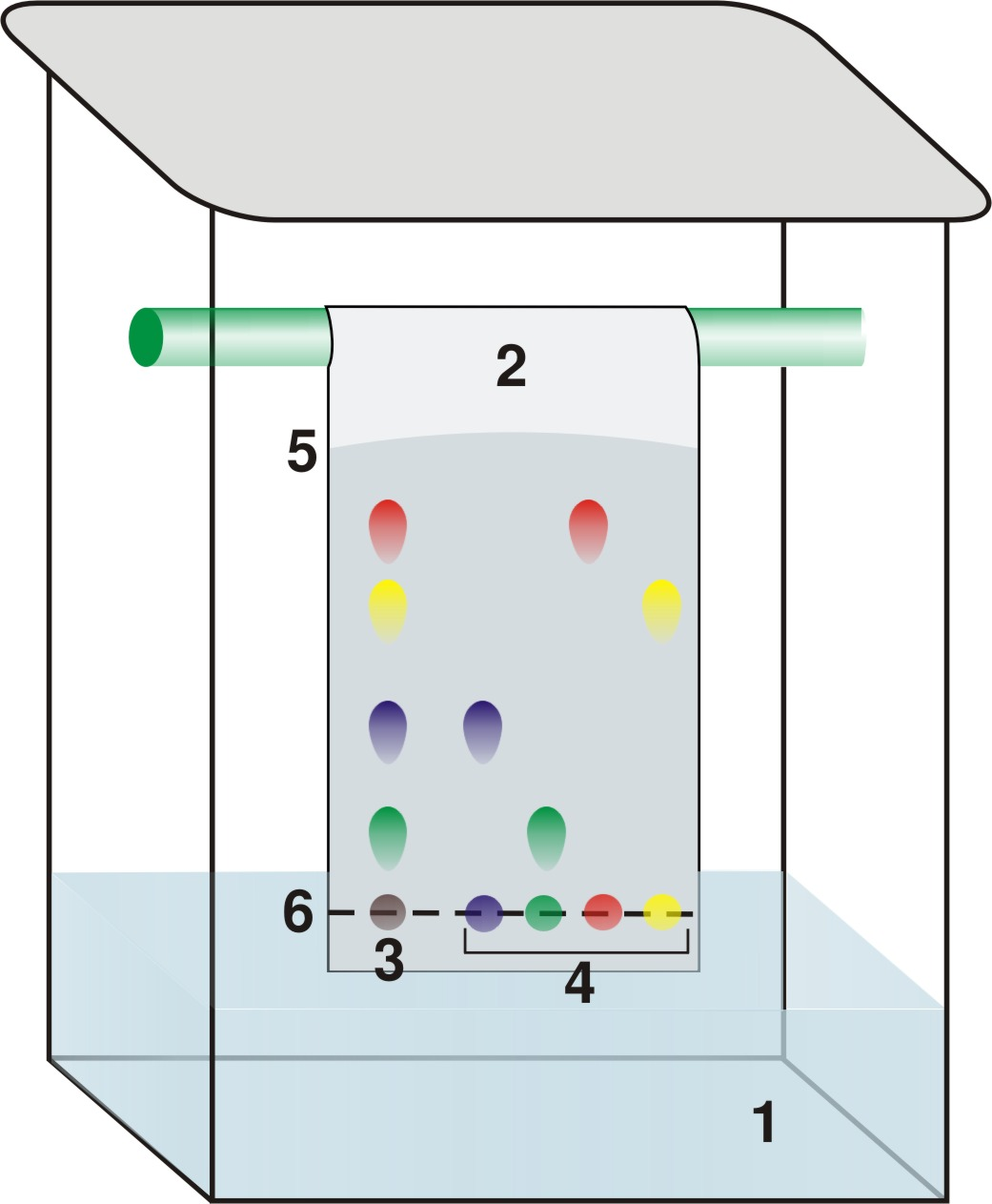
Бумажная хроматография: 1 — растворитель, 2 — бумага, 3 — образец исследуемой смеси, 4 — образцы потенциальных компонентов, 5 — капиллярное продвижение растворителя, 6 — стартовая линия для образцов

Бумажная хроматография — метод анализа состава исследуемого образца. Был открыт в 1944 году Констоном, Гордоном, Мартином и Сингом, которые использовали его для анализа смесей аминокислот. Мартин и Синг впоследствии были удостоены Нобелевской премии за открытие распределительной хроматографии. В последующие 10 лет этот метод получил огромное распространение, но с 1952 года бумажную хроматографию начал вытеснять новый метод тонкослойной хроматографии (являющийся по сути обобщением бумажной). Последний оказался эффективнее благодаря большей скорости эксперимента, пригодности для препаративных целей и более широким возможностям обнаружения. Поэтому сейчас бумажная хроматография уже практически не применяются, а методы её давно не совершенствуются.

## Классификация
Бумажную хроматографию, как и хроматографию вообще, можно разделить на распределительную, адсорбционную и ионообменную, а также на препаративную и аналитическую. В распределительной бумажной хроматографии можно выделить нормальную и обращённо-фазную хроматографию. В последнем случае (в отличие от нормального подхода) неподвижная фаза более липофильна, чем подвижная. Этот метод применяется для разделения липофильных веществ.

## Носитель
При распределительной БХ носителем неподвижной фазы является целлюлоза в виде листов бумаги, которая даже в высушенном виде содержит значительное количество связанной воды. Распределение происходит между связанной водой и растворителем, хотя присутствуют и адсорбционные эффекты. Для БХ применяется качественная бумага, которая может быть модифицирована в соответствии с поставленными задачами. Также используется бумага из стекловолокна, которая устойчива к коррозионно-активным реагентам и обладает низкой адсорбционной способностью.
Один из наиболее ранних способов модифицирования хроматографической бумаги — ацетилирование. Бумага, полученная таким образом, используется для обращённо-фазной хроматографии. Позднее было обнаружено, что эта бумага пригодна и для разделения рацемических смесей, так как ацетилцеллюлоза сама является хиральным веществом и потому энантиомеры перемещаются по ней с различной скоростью. Как носители неподвижной липофильной фазы применяются также силиконы.

## Методика
В бумажной хроматографии вещества различаются по их относительному положению на бумаге после того, как растворитель пройдёт определённое расстояние. Небольшое количество раствора смеси (10-20мкл), которую нужно разделить, наносят в отмеченную точку на бумаге и высушивают. Полученное пятно называют стартовым. Затем бумагу помещают в герметичную камеру и один её конец погружают в растворитель, который является подвижной фазой. Под действием капиллярных сил растворитель движется по бумаге, растворяя и увлекая за собой компоненты образца. До начала движения образец должен полностью раствориться, поэтому скорость растворения компонентов в подвижной фазе является одним из факторов, определяющих эффективность разделения. После того, как растворитель пройдёт определённое расстояние, лист вынимают и сушат. Затем образовавшиеся пятна, которые могут быть как видимые, так и невидимые, обнаруживают и отмечают.
Отношение расстояния, пройденного пятном, к расстоянию, пройденному растворителем стандартно обозначается Rf. Эта величина зависит от вещества, бумаги и природы растворителя. Бумажные хроматограммы могут проявляться в восходящем, нисходящем и горизонтальном токе растворителя, что слабо отражается на их качестве. Поэтому выбор определяется другими факторами: по сравнению с восходящей хроматографией нисходящая имеет определённые преимущества. А именно, она требует меньше времени и не ограничена по длине пробега. С другой стороны, для нисходящей БХ играет важную роль тщательность подготовки камеры, так как загрязнение или плохой контакт бумаги в месте соприкосновения со стенкой лодочки может приводить к неоднородному току и, как следствие, образованию полос.
Буш и Кроушоу предложили методику скоростной БХ. Эта методика предусматривает применение более узких камер, горизонтальное хроматографирование, насыщение атмосферы камеры парами растворяющей системы, а главное — предварительную пропитку бумаги водной неподвижной фазой.
Нередко весьма эффективна оказывается т. н. двумерная БХ, которая заключается в том, что после проведения хроматографии в одном направлении бумагу высушивают и повторно хроматографируют с другим растворителем под прямым углом к первоначальному направлению. При этом часто происходит разделение веществ, которые не разделяются в первом растворителе.

## Обнаружение
Пятна на хроматограммах могут быть обнаружены по цвету, флуоресценции, с помощью химических реакций, для чего бумагу опрыскивают или погружают в различные реагенты, или же по радиоактивности. Идентификацию проводят обычно путём сравнения с образцами с известными величинами Rf или после элюирования, которое сводится к вырезанию зоны, содержащей пятно, и последующему промыванию её соответствующим растворителем.